# موريسون (كولورادو)
موريسون (بالإنجليزية: Morrison, Colorado)‏ هي بلدة تقع في مقاطعة جيفيرسون بولاية كولورادو في الولايات المتحدة. تبلغ مساحتها 5.7 (كم²)، وترتفع عن سطح البحر 1757 م، بلغ عدد سكانها 430 نسمة في عام 2000 حسب إحصاء مكتب تعداد الولايات المتحدة وتصل الكثافة السكانية فيها 75.4 نسمة/كم2.

## وصلات خارجية
- Town of Morrison
- The US50 - Cities and Towns in Colorado State
- Colorado Cities and Towns, Facts, Map, Flag, Colleges, Government, and More